# أوجفينتيس
أوجفينتيس (بالإنجليزية: Užventis) هي منطقة سكنية تقع في ليتوانيا في Kelmė district municipality.[بحاجة لمصدر] يقدر عدد سكانها بـ 844 نسمة .